# کنوانسیون وین برای حمایت از لایه ازون
کنوانسیون وین برای حمایت از لایهٔ ازون (انگلیسی: Vienna Convention for the Protection of the Ozone Layer)، یک توافق‌نامه زیست‌محیطی چند جانبه است که در سال ۱۹۸۵ به امضا رسیده‌است تا چارچوب‌هایی را برای کاهش بین‌المللی در تولید کلروفلوئوروکربنها؛ به دلیل سهم آن‌ها در تخریب لایهٔ ازون و در نتیجه تهدید بیشتری که برای سرطان پوست ایجاد می‌کند. فراهم کند.

## پیش‌زمینه
در طی دههٔ ۱۹۷۰، بررسی‌ها نشان دادند که کلروفلوئوروکربنهای (CFCs) ساخته شده توسط انسان مولکول‌های ازون در اتمسفر را کاهش داده و واگردانی می‌کنند. CFCها مولکول‌های پایداری هستند که از کربن، فلوئور و کلر تشکیل شده‌اند و در فراورده‌هایی مانند سردکننده‌ها به صورت عمده مورد استفاده قرار می‌گیرند. تهدیدهای مرتبط با کاهش ازون، این موضوع را به صدر موضوعات جهانی آب و هوا سوق داده و از طریق سازمان‌هایی مانند سازمان جهانی هواشناسی و سازمان ملل ارتقا پیدا کرده‌است. کنوانسیون وین در کنفرانس وین در سال ۱۹۸۵ به توافق رسید و در سال ۱۹۸۸ لازم‌الاجرا شد. کنوانسیون وین چارچوب لازم را برای ایجاد اقدامات نظارتی در قالب پیمان مونترال فراهم می‌کند.
از دیدگاه جهانی بودن، یکی از موفق‌ترین معاهده‌ها در تمام دوران است که توسط ۱۹۷ کشور به تصویب رسیده‌است (همه اعضای سازمان ملل متحد و همچنین مقدس، نیو و جزایر کوک) و همچنین اتحادیه اروپا. اگرچه توافق‌نامه الزام‌آور نیست، اما به‌عنوان چارچوبی برای اقدامات بین‌المللی برای محافظت از لایهٔ ازن عمل می‌کند. با این حال، این شامل اهداف کاهش الزام‌آور قانونی برای استفاده از CFCها، مواد شیمیایی اصلی که باعث از بین رفتن ازون می‌شوند نیست.

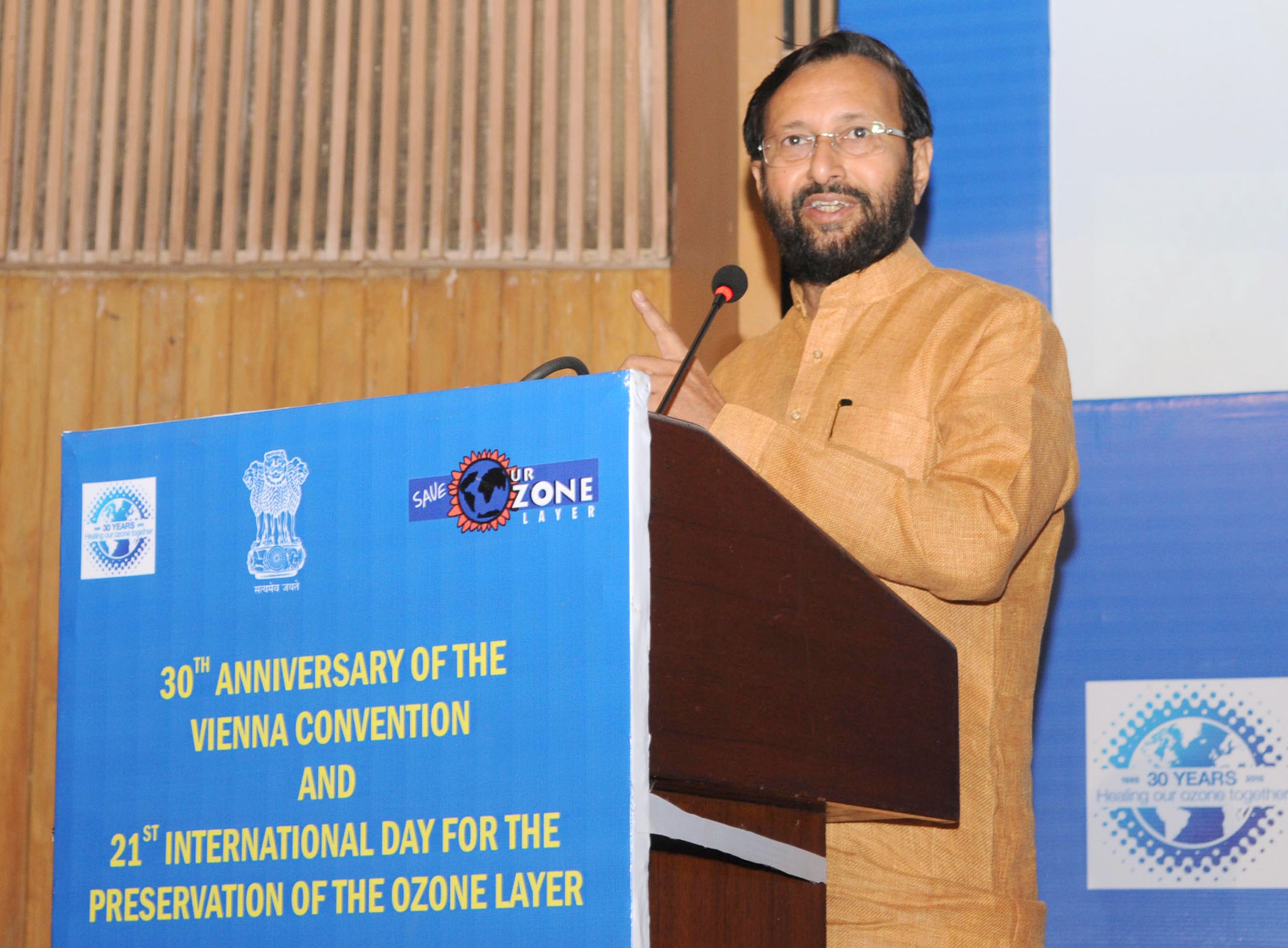
The Indian Minister of State for Environment, Forest and Climate Change, Shri Prakash Javadekar, addressing at the 21st International Day for the preservation of the ozone layer and the 30th anniversary of the Vienna Convention for the Protection of the Ozone layer, in New Delhi on September 16, 2015.

## مقررات و تقسیم بین‌المللی تحقیق و بررسی
مفاد این پیمان شامل تقسیم بین‌المللی تحقیقات آب و هوایی و اتمسفری برای ارتقاء دانش در مورد اثرگذاری‌ها روی لایهٔ ازون است. علاوه بر این، این پیمان خواستار تصویب آژانس‌های بین‌المللی برای ارزیابی اثرهای زیان‌بار تضعیف ازون و ترویج سیاست‌هایی است که تولید مواد آسیب‌رسان را که روی لایهٔ ازون تأثیر منفی می‌گذارند تنظیم می‌کند. یکی از نتایج کنوانسیون وین ایجاد هیأتی از کارشناسان جوی دولت شناخته شده به عنوان نشست مدیران تحقیقات ازون است که ارزیابی از بین بردن ازون و بررسی‌های تغییرات آب و هوا را ارزیابی می‌کند و گزارشی را برای کنفرانس طرفین (COP) تهیه می‌کند. ۲۵۰٬۰۰۰ تن مواد شیمیایی تخلیه ازن جلوگیری می‌کند. علاوه بر این، COP از داده‌های ارزیابی شده برای ارائه سیاست‌های جدید با هدف محدود کردن انتشار CFC استفاده می‌کند.
در حال حاضر، COP هر سه سال یکبار ملاقات می‌کند و با زمان برگزاری جلسه مشابهی که مطابق پیمان مونترال ارائه شده‌است، هماهنگ می‌شود. دبیرخانه اوزون به عنوان سرپرست COP، جلسه احزاب مونترال (MOP) و کارگروه‌های پایان کار که به تسهیل کارکردهای این کنوانسیون کمک می‌کند، عمل می‌کند. یک صندوق چند جانبه برای کمک به انتقال کشورهای در حال توسعه از مواد شیمیایی تخلیه کننده ازون با استفاده از دستورالعمل‌های این کنوانسیون، که توسط یک دبیرخانهٔ صندوق چند جانبه اداره می‌شود، وجود دارد. صندوق چند جانبه هزاران پروژه را در تقریباً ۱۵۰ کشور جهان کمک کرده‌است و از استفاده تقریباً ۲۵۰٬۰۰۰ تن مواد شیمیایی تخلیه ازون جلوگیری می‌کند.